# Wappen der Gemeinde Steinkirchen (Oberbayern)
Das Wappen der Gemeinde Steinkirchen ist seit 1983 neben der Flagge das offizielle Hoheitszeichen von Steinkirchen. 

## Blasonierung
„In Silber ein doppelter, gemauerter Spitzbogen, oben eine rote Krone, unten ein schwebender grüner Dreiberg.“

## Geschichte
Das Wappen wurde vom Tutzinger Heraldiker Peter Ziller gestaltet.
Die rote Krone entstammt dem Wappen des Hochstiftes Freising und erinnert so an die historischen Beziehungen zwischen der Gemeinde und dem Bistum Freising. Der rote Spitzbogen aus Backstein steht als redendes Symbol für den Ortsnamen und weist auf die alte Pfarrkirche hin, die Johannes dem Täufer geweiht ist. Der Dreiberg steht als Symbol für die geographische Lage der Gemeinde im Erdinger Holzland.
Die Regierung von Oberbayern genehmigte mit Beschluss vom 8. Februar 1983 die Führung des Wappens durch die Gemeinde.